# Нас узнает весь мир (Part 2)
«Нас узна́ет весь мир (Part 2)», или «Нас узна́ет весь мир, Pt. 2» (сокр. «НУВМ 2»), — четвёртый студийный альбом российской певицы Мари Краймбрери, выпущенный 14 октября 2022 года на лейбле Velvet Music; он служит продолжением диска «Нас узнает весь мир, Pt. 1» (2021). Большая доля второй части написана самой же исполнительницей и спродюсирована молдавским саунд-продюсером Alex Davia. Релизу предшествовали синглы «Если устал» и «Лавандовый раф», а также промосинглы «Успокою», «Не буди меня», «Танцевальный медляк» и «Прости, но я не буду петь». В музыкальном плане альбом погружён в данс- и пауэр-поп, характеризуется новомодной аранжировкой и частым инструментарием, в особенности преобладает саксофон. Основная тема «Нас узнает весь мир (Part 2)» вращается вокруг любовных неудач, которые, как заявляет исполнительница, пережиты ею самой и являются полностью автобиографичными.

## История

### Запись
11 января 2022 года началась запись четвёртого в музыкальной карьере Мари Краймбрери студийного альбома «Нас узнает весь мир (Part 2)», который является сиквелом пластинки «Нас узнает весь мир (Part 1)», вышедшей на 1,5 года раньше. Изначально выход второй части планировался весной 2022 года, но из-за внешних обстоятельств был перенесён на осень и к этому времени в альбом добавилось две песни. Его запись проходила в Москве в студии звукозаписи Alex Davia Music, владельцем которой является непосредственно сам саунд-продюсер Alex Davia (Александр Брашовян). Работа над записью пластинки была закончена 26 августа 2022 года.

### Предзаказ и промосинглы
12 сентября 2022 года в честь 35-летия Alex Davia был выпущен лиричный трек «Успокою» при его участии. «Успокою» является лид-синглом и дебютным промосинглом альбома. Именно этот трек открыл предварительный заказ на студийник.
Предзаказ стал доступен в цифровом магазине iTunes Store с начальной стоимостью 149 ₽ на территории России. По публикации предзаказа стало известно, что синглы «Если устал» и «Лавандовый раф», выпущенные 4 февраля и 21 августа 2022 годов соответственно также вошли во вторую часть пластинки «Нас узнает весь мир». Притом на «Если устал» в феврале 2022 года было выложено лирик-видео, а в апреле — видеоклип.
«Нас узнает весь мир (Part 2)» — очень тяжёлый альбом в моей жизни. Мне было очень плохо, когда я его записывала. И эмоционально, и физически тяжело. Это был этап, когда вся моя привычная жизнь сильно поменялась. Стабильность рухнула. Её просто выбили из-под ног.
Название не про пафос и не про понты. Это мой взгляд на любовь. Я считаю, что люди должны быть вместе, только если они усиливают друг друга. Поэтому в формулировке «нас узнает весь мир, если будем вдвоём», акцент нужно делать на вторую часть фразы. Альбом про абсолютную любовь и про то, что я не верю в половинки! Я верю, что встречаются две единицы и создают из этого двойку.
22 сентября 2022 года эксклюзивно для радиостанции Love Radio на один день раньше официального релиза был открыт следующий промосингл из пластинки — «Не буди меня». Соответственно, 23 сентября состоялся полноценный релиз на всех аудиосервисах.
29 сентября композиция была экранизирована. Режиссёром видеоклипа выступил бессменный клипмейкер Мари Serghey Grey. В ролике показана глянцевая свадьба, где главную роль (роль невесты) исполнила российская актриса театра Зоя Бербер. Сама Краймбрери предстала в образе угловатой девушки не приемлющей гламурного антуража.
28 сентября 2022 года в официальном телеграм-канале Мари Краймбрери прошёл опрос: «Какой откроем следующий трек из альбома?». По итогу опроса одержала победу композиция «Танцевальный медляк». 30 сентября «Танцевальный медляк» был опубликован на цифровые площадки. Он стал третьим промосинглом из альбома.
Спустя неделю, 7 октября 2022 года, был выставлен последний промосингл — «Прости, но я не буду петь». «Всё-таки хорошо, что эта песня не сбылась», — прокомментировала Мари Краймбрери название композиции.
12 октября 2022 года стал доступен официальный видеоклип на «Прости, но я не буду петь», съёмки которого проводились в мае того же года. В ролике артистка, одетая в фэнтезийное платье, поёт песню перед алтарём пустого храма.

### Релиз
14 октября 2022 года состоялся релиз полнометражного студийного альбома «Нас узнает весь мир (Part 2)». В пластинке было представлено «12 глав перевернувшегося мира», варьирующихся от томных и лирических песен до энергичных и танцевальных треков.
Уже через три дня после выхода альбома три трека («Одинокий таксист», «По городам» и «Давай сохраним») вошли в «Суперлонч» от «Яндекс Музыки» — топ самых прослушиваемых новинок недели.
Эксклюзивно для аудиосервиса «VK Музыка» в релизный день студийника был представлен бонусный трек «Какая крутая жизнь». В качестве музыкальных продюсеров для бонус-трека выступили Zeus (Вадим Мохонько) и Notte (Никита Габдрахманов), которые ранее работали над пластинкой украинской певицы Анны Асти «Феникс», в частности, над хитами «Повело» и «Сорри». Спустя две недели, 28 октября 2022 года, трек «Какая крутая жизнь», изначально выпущенный только для «VK Музыки», был опубликован на все цифровые площадки в качестве сингла.
Также в качестве промоушена альбома запущен конкурс на личную встречу с Мари для одного из слушателей пластинки в «VK Музыке»; похожий конкурс был сделан для социальной сети «Одноклассники» — «Сохраним в моментах», — победитель рейтинга конкурса получает мерч от Краймбрери и подписку на музыку в соответствующей соцсети.
Помимо сервисов VK был предоставлен эксклюзив для аудиосервиса «Яндекса» — к каждому из альбомных треков (кроме «Одинокого таксиста») добавлен видеошот.

### Дальнейшее продвижение
31 октября 2022 года был опубликован тизер видеоклипа на песню «По городам». Клип снят совместно с саунд-продюсером Мари Alex Davia. Официально был презентован 11 ноября с названием «История нашей дружбы». В нём показывается непосредственно история дружбы певицы с продюсером.

## Обложка
Фотосъёмка для обложки «Нас узнает весь мир (Part 2)» проводилась 25 августа 2022 года. Фотографом выступил Максим Сериков.
Её дизайн выполнен в стиле первой части альбома; звёздное небо, шрифт, расположение текста и логотипа идентично обложке пластинки «Нас узнает весь мир (Part 1)». Атрибуты остались также прежние: слева — зеркальный шар, справа — беспроводной микрофон со стразами и инициалами артистки. Самым ярким отличием между обложками является цветовая гамма: на «НУВМ 2» используются преимущественно тёмно-розовые оттенки.

## Отзывы критиков
| Оценки критиков       | Оценки критиков       |
| Источник              | Оценка                |
| Русскоязычные издания | Русскоязычные издания |
| --------------------- | --------------------- |
| InterMedia            | 7/10                  |

Российский музыкальный критик информационного агентства InterMedia, Алексей Мажаев остался не совсем доволен работой. В своей рецензии на альбом «Нас узнает весь мир (Part 2)» от октября 2022 года он прошёлся от периодичности выхода музыкальных композиций Мари Краймбрери до образа самой певицы.
Во-первых, тот отметил, что «пристрастие Краймбрери к альбомному формату выглядит довольно курьёзным». Мажаев считает, что выпускать сиквел через 1,5 года после выхода первой части не есть хорошо, ведь «за такой промежуток времени публика забывает не только содержание первой части, но и сам факт её выхода». Исходя из этого, критик пишет, что «Part 2» в заголовке выглядит «странно».
Во-вторых, рецензент, помимо периодичности выхода пластинки, придрался к периодичности выхода промосинглов из альбома: «Песня в неделю — не самый оптимальный график для их промоушена: слушатели путаются, не знают за что хвататься. Многие треки Мари Краймбрери, впоследствии вошедшие в „Нас узнает весь мир (Part 2)“, попали в сингловые чарты, но не закрепились там. Потому что не стоит перекармливать людей своей музыкой, нужно как-то дозировать».
В-третьих, Алексей Игоревич счёл «Танцевальный медляк», «Одинокого таксиста» и «Тапочки» хитами, заслуживающими внимание не только от поклонников артистки, но и от большей аудитории, однако, «сквозное прослушивание альбома выявляет ещё одну существенную проблему»: певица, в выбранном амплуа, сочиняя бесконечное количество девичьих песен о несчастной любви, по мнению Мажаева, перегибает, ибо «12 песен подряд об одном и том же — это перебор даже для целевой аудитории».
Также критик прошёлся по образу исполнительницы, говоря, что «песни о любовных неудачах, подростковые подача, имидж и сленг [от 30-летней артистки] рано или поздно вызовут у тинейджеров вопросы и непонимание». «Значит, надо будет перепридумать образ и стиль, но, судя по новому полнометражному альбому, Мари Краймбрери пока не хочет этим заниматься и всячески пытается оттянуть момент, когда всё же придётся», — подытожил Алексей Мажаев.
В целом работа была оценена на 7 из 10.

## Содержание

### Список композиций
| №                   | Название                           | Текст песни         | Музыка                      | Продюсеры           | Длительность |
| ------------------- | ---------------------------------- | ------------------- | --------------------------- | ------------------- | ------------ |
| 1.                  | «Прости, но я не буду петь»        | Мари Краймбрери     | Мари Краймбрери             | Alex Davia          | 3:33         |
| 2.                  | «Танцевальный медляк»              | Мари Краймбрери     | Мари Краймбрери             | Alex Davia          | 3:27         |
| 3.                  | «Если устал»                       | Мари Краймбрери     | Alex Davia                  | Alex Davia          | 3:17         |
| 4.                  | «Одинокий таксист»                 | Мари Краймбрери     | Мари Краймбрери, Alex Davia | Alex Davia          | 2:48         |
| 5.                  | «Внатуре»                          | Мари Краймбрери     | Мари Краймбрери             | Alex Davia          | 2:30         |
| 6.                  | «Под парусом»                      | Мари Краймбрери     | Мари Краймбрери             | Alex Davia          | 2:44         |
| 7.                  | «Лавандовый раф»                   | Мари Краймбрери     | Мари Краймбрери             | Мари Краймбрери     | 2:50         |
| 8.                  | «Тапочки»                          | Мари Краймбрери     | Мари Краймбрери, Alex Davia | zeus                | 2:51         |
| 9.                  | «Давай сохраним»                   | Мари Краймбрери     | Мари Краймбрери             | Alex Davia          | 3:04         |
| 10.                 | «Успокою» (при участии Alex Davia) | Мари Краймбрери     | Alex Davia                  | Alex Davia          | 2:23         |
| 11.                 | «Не буди меня»                     | Мари Краймбрери     | Мари Краймбрери             | DM                  | 3:37         |
| 12.                 | «По городам»                       | Мари Краймбрери     | Alex Davia                  | Alex Davia          | 3:10         |
| Общая длительность: | Общая длительность:                | Общая длительность: | Общая длительность:         | Общая длительность: | 36:14        |

| №                   | Название             | Текст песни         | Музыка              | Продюсеры           | Длительность |
| ------------------- | -------------------- | ------------------- | ------------------- | ------------------- | ------------ |
| 13.                 | «Какая крутая жизнь» | Мари Краймбрери     | Мари Краймбрери     | zeus Notte          | 2:37         |
| Общая длительность: | Общая длительность:  | Общая длительность: | Общая длительность: | Общая длительность: | 38:51        |

### Список музыкальных видео
| №                   | Название                    | Текст песни         | Музыка              | Длительность |
| ------------------- | --------------------------- | ------------------- | ------------------- | ------------ |
| 1.                  | «Прости, но я не буду петь» | Serghey Grey        | Денис Панов         | 3:47         |
| 2.                  | «Если устал»                | Serghey Grey        | Денис Панов         | 5:11         |
| 3.                  | «Не буди меня»              | Serghey Grey        | Денис Панов         | 4:12         |
| 4.                  | «По городам»                | Serghey Grey        | Денис Панов         | 3:24         |
| Общая длительность: | Общая длительность:         | Общая длительность: | Общая длительность: | 16:34        |

| №                   | Название            | Анимация лирика     | Длительность |
| ------------------- | ------------------- | ------------------- | ------------ |
| 5.                  | «Если устал»        | неизвестно          | 3:18         |
| Общая длительность: | Общая длительность: | Общая длительность: | 19:52        |

## Участники записи
- Мари Краймбрери — вокал, тексты (все треки), музыка (треки 1, 2, 4—9 и 11) и музыкальное продюсирование (трек 7)
- Alex Davia — музыкальное продюсирование (треки 1—6, 9, 10 и 12), музыка (треки 3, 4, 10 и 12) и бэк-вокал
- Zeus — музыкальное продюсирование (треки 8 и 13)
- DM — музыкальное продюсирование (трек 11)
- Notte — музыкальное продюсирование (трек 13)
- Артём Лавров — саксофон

## Чарты

### Стриминг
| Чарт (2022) | Высшая позиция |
| ----------- | -------------- |
| Азербайджан | 7              |
| Армения     | 5              |
| Беларусь    | 1              |
| Иордания    | 96             |
| Исландия    | 39             |
| Казахстан   | 9              |
| Кипр        | 14             |
| Кыргызстан  | 6              |
| Латвия      | 1              |
| Литва       | 8              |
| Мальдивы    | 31             |
| Молдова     | 2              |
| Россия      | 1              |
| Сербия      | 40             |
| Таджикистан | 4              |
| Узбекистан  | 2              |
| Украина     | 7              |
| Эстония     | 2              |

| Чарт (2022) | Высшая позиция |
| ----------- | -------------- |
| Россия      | 1              |
| Нидерланды  | 19             |
| Украина     | 1              |

| Чарт (2022) | Высшая позиция |
| ----------- | -------------- |
| Россия      | 1              |

 Примечание: основываясь на данные kworb.net.

## История релиза
| Регион | Дата             | Форматы                                                  | Версия              | Лейбл  |
| ------ | ---------------- | -------------------------------------------------------- | ------------------- | ------ |
| Мир    | 12 сентября 2022 | Цифровое скачивание музыки                               | Стандартная         | Velvet |
| UTC+3  | 14 октября 2022  | Цифровая дистрибуция стриминг                            | Стандартная         | Velvet |
| Мир    | 14 октября 2022  | Цифровая дистрибуция стриминг                            | Делюкс (бонус-трек) | Velvet |
| Мир    | 15 октября 2022  | Цифровая дистрибуция стриминг                            | Стандартная         | Velvet |
| UTC+3  | 28 октября 2022  | Цифровая дистрибуция стриминг цифровое скачивание музыки | Делюкс (бонус-трек) | Velvet |
| Мир    | 29 октября 2022  | Цифровая дистрибуция стриминг цифровое скачивание музыки | Делюкс (бонус-трек) | Velvet |